# Claudio Scajola
Antonio Claudio Scajola (Imperia, 15 gennaio 1948) è un dirigente pubblico e politico italiano, dal 27 giugno 2018 sindaco di Imperia, ruolo che ha già ricoperto dal 29 ottobre al 18 dicembre 1983 e dal 7 maggio 1990 al 23 aprile 1995, e dal 19 dicembre 2021 presidente della Provincia di Imperia.
È stato deputato alla Camera dal 9 maggio 1996 al 14 marzo 2013 per Forza Italia, dove ha ricoperto diversi incarichi di partito, e Il Popolo della Libertà e quattro volte ministro nei governi Berlusconi (interno, attuazione del programma di governo, attività produttive e sviluppo economico).

## Biografia
Antonio Claudio Scajola nasce ad Imperia il 15 gennaio 1948 da Maria Vittoria Truini e Ferdinando Scajola, dirigente antifascista ed impiegato dell'INPS, che fonda ad Imperia la sezione della Democrazia Cristiana (DC), diventandone il segretario provinciale e ricoprendo poi l'incarico di sindaco della città (1951-1954). Anche il fratello Alessandro ricopre la carica di primo cittadino d'Imperia (1974-1975; 1977-1979), oltreché quella di deputato alla Camera per la DC (1979-1987).
Seguendo l'esempio del padre, morto prematuramente, e del suo padrino di cresima Paolo Emilio Taviani, Scajola milita nella Federazione universitaria cattolica italiana (FUCI) e nel movimento giovanile della Democrazia Cristiana, entrando presto nella Direzione Nazionale. Frequenta poi, laureandosi, il corso di laurea in giurisprudenza all'Università di Genova.
All'età di 23 anni, dà inizio alla sua carriera come amministratore pubblico, diventando dirigente Inadel. Nel 1975, a soli 27 anni, viene nominato presidente dell'ospedale regionale di Costarainera, e successivamente assume la presidenza dell'USL di Imperia.
Durante quegli anni Scajola si sposa con Maria Teresa Verda, da cui nascono i figli Pier Carlo e Lucia.

### Consigliere comunale e Sindaco di Imperia
Alle elezioni amministrative del 1980 si candida al consiglio comunale di Imperia, nelle liste della DC, risultando eletto consigliere comunale e diventando il 29 ottobre 1983 sindaco di Imperia, a soli 34 anni il più giovane d'Italia in una città capoluogo di provincia; record superato soltanto nel 2023 dal sindaco di Vicenza Giacomo Possamai (Partito Democratico), eletto a 33 anni. Assume l'incarico in sostituzione del dimissionario Renato Pilade, candidato travolto da uno scandalo familiare.
Diventa quindi il terzo membro della famiglia Scajola a ricoprire il ruolo di sindaco di Imperia in meno di tre decenni; tuttavia, è costretto a dimettersi a causa di accuse di concussione legate all'appalto per la gestione del Casinò di Sanremo: nel 1983 viene arrestato su disposizione del procuratore di Milano, Piercamillo Davigo, con l'accusa di tentata concussione aggravata, in relazione ad un incontro segreto a Martigny (Svizzera) con l'allora sindaco di Sanremo, Osvaldo Vento, ed il contendente al Casinò, il conte Giorgio Borletti.
Nel 1988 viene prosciolto da tutte le accuse, ritenuto estraneo ai fatti. La tesi difensiva, secondo cui l'incontro era avvenuto per richiedere un maggiore equilibrio politico nella gestione della casa da gioco, viene accolta dal giudice, che conclude che "Il fatto non sussiste".
Scajola trascorre 71 giorni al carcere di San Vittore, prima di ottenere la libertà provvisoria, che rimane in vigore fino alla sentenza definitiva.
Nel 1990 Scajola ricopre nuovamente la carica di Sindaco di Imperia, incarico che mantiene fino al 1995, in una giunta di pentapartito.
Durante il suo secondo mandato vengono realizzati importanti progetti, tra cui la costruzione della piscina polifunzionale e il recupero di spazi dal mare per la realizzazione del Porto turistico. Si distingue anche per lo sviluppo della manifestazione delle "Vele d'Epoca", che attira imbarcazioni a vela da tutto il mondo, portando al gemellaggio con Newport, la "capitale" della vela negli Stati Uniti e storica sede delle regate dell'America's Cup.
La sua amministrazione affronta una grave crisi idrica, risolta inizialmente con l'installazione di 34 contenitori nelle zone strategiche e 10 punti di prelievo dall'acquedotto del Roia. Successivamente, viene realizzato un nuovo acquedotto che, scavalcando il Colle San Bartolomeo, convoglia l'acqua del torrente Arroscia direttamente nel torrente Impero, conosciuto come il "by pass" dell'Arroscia.
Alle amministrative del 1995 si candida a sindaco di Imperia, sostenuto dalla lista civica centrista Amministrare Imperia, ottenendo il 27,74% dei voti al primo turno e accedendo al ballottaggio con il candidato della sinistra Davide Berio (33,62%), dove viene sconfitto.

### Elezione a deputato di Forza Italia
Nel 1995 Scajola aderisce a Forza Italia di Silvio Berlusconi, ottenendo inizialmente l'incarico di coordinatore provinciale, con cui alle elezioni politiche del 1996 viene eletto deputato nel collegio uninominale Liguria 2 di Imperia della coalizione Polo per le Libertà con 35.443 voti (44,7%), facendo parte del consiglio direttivo del gruppo parlamentare di Forza Italia a Montecitorio.

Scajola attribuisce l'adesione al partito di Berlusconi al suggerimento del padrino Taviani:
Il rapporto tra Scajola e Taviani nasce dall'amicizia con Ferdinando, padre di Claudio, attivo prima della guerra nell'Azione Cattolica e nel Partito Popolare. Politico ligure di riferimento, figura centrale della Democrazia Cristiana, storico e più volte Ministro, il senatore a vita Taviani fu, nel 1955, padrino di cresima e nel 1978 testimone di nozze   di Scajola.
L'ultimo incontro tra di loro risale a una settimana prima della morte di Taviani, pochi giorni prima della nomina di Scajola a ministro dell'Interno (incarico che ricopre anche Taviani negli anni 1962-68 e 1973-74).

### Coordinatore di Forza Italia
L'8 maggio 1996 Berlusconi nomina Scajola coordinatore organizzativo di Forza Italia e gli affida il compito di elaborare lo statuto del partito, approvato nel gennaio 1997, insieme ai relativi regolamenti. In questi due anni, Scajola si dedica a trasformare il movimento berlusconiano, rendendolo più simile a un'organizzazione politica nazionale, con una struttura più definita e radicata sul territorio.
Tra il 1997 e il 1998 hanno luogo i congressi provinciali, mentre il primo congresso nazionale di Forza Italia si svolge a Milano, tra il 16 e 18 aprile 1998, presso la sala congressi del Forum di Assago, con la partecipazione di 3.000 delegati.
Immediatamente dopo il congresso, Scajola viene promosso da Berlusconi a coordinatore nazionale di Forza Italia, incarico che mantiene fino al 2001. Scajola s'impegnò attivamente, anche attraverso una visita al cancelliere tedesco Helmut Kohl, per garantire l'ingresso di Forza Italia nel Partito Popolare Europeo (PPE). Grazie al sostegno di Kohl e del leader spagnolo Josè Maria Aznar, Forza Italia ottiene l'ammissione nel PPE con i suoi 22 europarlamentari, diventando così il gruppo italiano più numeroso all'interno del PPE.

### Ministro dell'Interno
Alle elezioni politiche del 2001 Scajola viene rieletto deputato nel collegio uninominale di Imperia (Collegio Liguria 2), ottenendo 43.910 voti (56,9%), e nella quota proporzionale in Liguria, Marche e Puglia come capolista.
Il 10 giugno 2001, Scajola entra a far parte del Governo Berlusconi II come ministro dell'Interno, assumendo il 21 settembre la delega alla Protezione Civile[3].
Il primo provvedimento che emana riguarda la ridefinizione della figura del Prefetto, facendone un funzionario che deve dimostrare risultati misurabili. Scajola introduce un'innovativa struttura del Ministero, suddividendolo in dipartimenti.
A seguito delle polemiche sulle sue dichiarazioni su Marco Biagi, Scajola si dimette dall'incarico di Ministro dell'Interno. In seguito, assume le cariche di Ministro per l'attuazione del programma di Governo (2003-2005) e, dal 23 aprile 2005, di Ministro delle attività produttive fino al 2006.
Contrariamente ad altre ipotesi iniziali riguardanti l'incidente aereo al Grattacielo Pirelli nell'aprile 2002, Scajola, insieme agli inquirenti, esclude la pista terroristica, precedentemente ipotizzata da altri politici poco dopo gli Attentati dell'11 settembre 2001.

#### I fatti del G8 di Genova
Sotto la sua gestione, dopo meno di un mese dal suo insediamento al Viminale, avvengono i gravi fatti del G8 di Genova del luglio 2001, a seguito dei quali l'Italia viene messa sotto accusa per le violenze delle forze dell'ordine da Amnesty International, e su cui si è in seguito espressa anche la Corte europea dei diritti dell'uomo.
Il 1º agosto successivo, il Senato respinge con 106 "sì" e 180 "no" una mozione di sfiducia nei confronti di Scajola presentata dalle opposizioni per i fatti del G8.
Nel febbraio 2002, le dichiarazioni di Scajola in relazione all'organizzazione del G8 sembrarono indicare il fatto che il ministro avesse richiesto alle forze dell'ordine di aprire il fuoco in caso di ingresso dei manifestanti nella zona rossa ("...Fui costretto a dare ordine di sparare se avessero sfondato la zona rossa"). Tali dichiarazioni suscitarono sconcerto e vivaci polemiche. Vittorio Agnoletto, portavoce del movimento no-global, chiese le dimissioni del ministro, sostenendo che le sue affermazioni costituivano prova dell'esistenza di "un piano di repressione organizzato da governo, carabinieri e servizi segreti.".
In seguito Scajola precisò, definendo "non del tutto propria sotto il profilo giuridico e approssimativa se estrapolata dal contesto" la dichiarazione da lui stesso rilasciata e affermando di non aver mai ordinato di sparare ai manifestanti.

#### Caso Biagi e dimissioni

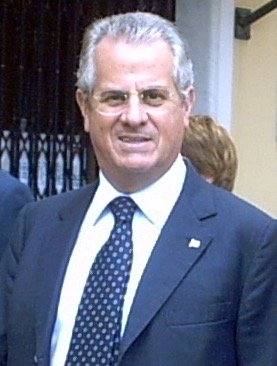
Claudio Scajola a Cogoleto.

La sera del 19 marzo 2002 a Bologna venne assassinato Marco Biagi, giurista ed economista nonché consulente del Ministro del lavoro e delle politiche sociali Roberto Maroni, da parte di un commando delle Nuove Brigate Rosse. Scajola finì al centro delle polemiche poiché il ministero da lui diretto aveva tolto la scorta a Biagi, nonostante questi avesse manifestato preoccupazione per la propria vita. Per quanto riguarda le responsabilità relative alla mancata assegnazione della scorta a Biagi, autore del Libro Bianco sul lavoro, dagli atti giudiziari relativi all'inchiesta sull'uccisione di Biagi, è emerso che dal 25 luglio all'11 settembre 2000 il servizio di scorta per Biagi si estendeva a Bologna, Milano, Roma e Modena. A decidere a chi assegnare le scorte e a chi no, erano per legge i Comitati Provinciali per l'Ordine e la Sicurezza. Ed è quello di Roma, improvvisamente, che il 9 giugno 2001 revoca la scorta a Biagi. Biagi, che continuava a ricevere minacce di morte, inoltra la sua protesta e scrive ripetutamente ad amici delle istituzioni (ministri, prefetti e questori): Maurizio Sacconi (sottosegretario al lavoro e alle politiche sociali), Stefano Parisi (direttore di Confindustria), Pier Ferdinando Casini (presidente della Camera), Sergio Iovino (prefetto di Bologna) e Maroni stesso.
Il 30 giugno 2002 il Corriere della Sera e il Sole 24 Ore pubblicarono una chiacchierata tra Scajola (in visita ufficiale a Cipro) e alcuni giornalisti.
Tali affermazioni (in particolare l'ultima frase) inasprirono le polemiche e portarono alle dimissioni di Scajola il 4 luglio 2002.

#### Tratta aerea Albenga-Fiumicino
Scajola era al Viminale da qualche mese, ricoprendo il suo primo incarico come ministro, quando la compagnia aerea di bandiera italiana Alitalia affidò ai propri manager il compito di studiare l'istituzione di un volo di linea quotidiano dall'aeroporto di Albenga a quello di Roma Fiumicino. La nuova rotta, anche grazie all'interessamento personale del ministro, entrò in funzione il 17 maggio 2002, venendo presentata ufficialmente dall'amministratore delegato di Alitalia Francesco Mengozzi e da Scajola. Con la stessa velocità con cui era stato istituito, tuttavia, il collegamento diretto Albenga-Fiumicino venne soppresso da Alitalia poco dopo le dimissioni di Scajola dal Viminale.
In un'interrogazione parlamentare, il deputato di Rifondazione Comunista Gigi Malabarba affermò che il massimo storico di passeggeri registrati su quel volo era stato di 18 unità e disse cge "Era un volo ad personam per il ministro Scajola", basandosi sul presupposto che Albenga (Savona) dista 33 chilometri da Imperia (città di residenza di Scajola).
Poco dopo la nomina di Scajola a ministro per l'attuazione del programma di governo (28 agosto 2003), venne nuovamente istituito un volo diretto da Albenga a Roma, questa volta da Air One (sussidiaria di Alitalia), in regime di continuità territoriale con i contributi dello Stato: un milione di euro che il governo Berlusconi mise a disposizione dei collegamenti aerei fra le aree più “decentrate”. Anche il volo Air One, tuttavia, venne cancellato nel 2007, quando Scajola smise di far parte del governo.
Nel Governo Berlusconi IV Scajola fu nominato Ministro dello sviluppo economico ed il volo Albenga-Fiumicino venne ripristinato.
Scajola ha dichiarato di aver utilizzato nella maggior parte dei casi l'aeroporto di Genova e non quello di Albenga per recarsi a Roma dalla Liguria in aereo ed ha sempre considerato pretestuosa la polemica: "il solo scopo di questa rotta è collegare meglio la Liguria - una regione turistica del nord molto disagiata per ragioni morfologiche - al resto dell'Italia. Albenga rientra tra gli scali minori in aree turistiche o economiche importanti (individuati in base ad una legge del 1999 fatta dal primo governo Prodi). Dal 2005 al 2007 la linea Roma-Albenga, gestita da soli imprenditori privati senza contributi pubblici, è stata utilizzata da oltre 32.000 passeggeri, in gran parte diretti a Sanremo, Alassio e in Costa Azzurra".

### Incarichi di partito in Forza Italia
Durante le elezioni amministrative del 2002 Scajola è stato coordinatore della campagna elettorale di Forza Italia, mentre il 23 aprile 2004 viene eletto presidente del comitato nazionale per la celebrazione di Cristoforo Colombo.
Il 3 dicembre 2004 il partito lo indica come Presidente del Comitato di presidenza di Forza Italia.

### Ministro per l'attuazione del programma di governo e delle attività produttive
Il 31 luglio 2003 (un anno dopo le dimissioni da ministro) Scajola viene nominato ministro per l'attuazione del programma di governo nel governo Berlusconi II, in sostituzione di Beppe Pisanu (a sua volta succeduto a Scajola come ministro dell'interno), dal presidente Berlusconi. Nel 2004 fa redigere e pubblicare un "Rapporto di metà legislatura", bilancio del lavoro svolto dal Governo Berlusconi nei primi tre anni della legislatura. Dedica il "Rapporto 2005", dal titolo "Il Governo delle Grandi Riforme: 2001-2005" all'azione riformatrice del Governo Berlusconi per la modernizzazione del Paese. Istituisce inoltre l'Ufficio per il programma di governo che, con la contestuale Direttiva presidenziale, recante "Indirizzi per garantire la coerenza programmatica dell'azione del Governo", costituiscono i pilastri organizzativo e funzionale, sui quali si strutturerà l'azione di aggiornamento e di monitoraggio dello stato di attuazione del programma.
Il 23 aprile 2005, con il rimpasto di governo a seguito della sconfitta della Casa delle Libertà alle elezioni regionali di quell'anno, venne nominato Ministro delle attività produttive nel governo Berlusconi III. Durante il suo mandato Scajola porta avanti la centralità del ministero nella politica economica del governo ed il rilancio del sistema produttivo nazionale. Presenta inoltre il Piano industriale triennale, centrato sull'innovazione, la specializzazione e l'internazionalizzazione delle imprese, l'attività di codificazione e semplificazione delle norme, la riforma degli incentivi, l'impulso ad una nuova politica energetica, la difesa del Made in Italy ed il rilancio del turismo.

### Presidente del COPACO e del COPASIR
Alle elezioni politiche del 2006 viene ricandidato alla Camera, tra le liste di Forza Italia nelle circoscrizioni Liguria e Puglia in seconda posizione (dietro a Berlusconi), risultando rieletto deputato in entrambe le circoscrizioni e optando per la prima. Nella XV legislatura della Repubblica è stato componente della 3ª Commissione Affari esteri e comunitari e presidente del Comitato parlamentare di controllo sui servizi segreti (COPACO) che, con la riforma dell'intelligence italiana del 2007, diventa Comitato parlamentare per la sicurezza della Repubblica (COPASIR).

### Ministro dello sviluppo economico
Alle elezioni politiche del 2008 viene ricandidato alla Camera, tra le liste del Popolo della Libertà (che univa principalmente Forza Italia e Alleanza Nazionale) nella circoscrizione Liguria in terza posizione (dietro a Berlusconi e Gianfranco Fini), venendo eletto per la quarta volta a Montecitorio. Nel corso della XVI legislatura ha fatto parte della 10ª Commissione Attività produttive, commercio e turismo, venendo sostituito per l'incarico di governo che occupava da Monica Faenzi.
Con la vittoria della coalizione di centro-destra alle politiche, l'8 maggio 2008 Scajola diventa Ministro dello sviluppo economico nel quarto governo Berlusconi, prestando giuramento nelle mani del Presidente della Repubblica Giorgio Napolitano, durante il quale riorganizza ed accorpa il ministero, ottenendo un risparmio di spesa del 21%.
Il 9 luglio 2009, dopo quasi dieci mesi di lavorazione, il Parlamento approva un provvedimento proposto da Scajola, collegato alla legge finanziaria 2009, chiamato "Disposizioni per lo sviluppo e l'internazionalizzazione delle imprese e l'energia". Questo provvedimento, noto come Legge Sviluppo ed entrato definitivamente in vigore il 15 agosto 2009, è composto da 64 articoli, il testo si concentra principalmente su interventi per lo sviluppo e la competitività delle imprese, semplificazione normativa, energia, riordino degli incentivi e tutela dei consumatori. Inoltre, prevede il ritorno dell'energia nucleare in Italia, inizialmente sospeso dalla moratoria approvata dal governo il 25 maggio 2011, in seguito all'incidente di Fukushima, e definitivamente interrotto dal referendum abrogativo del 2011.
Il 4 maggio 2010 Scajola si dimette da ministro, a seguito dello scandalo relativo alla cricca Anemone.

### Vuoto politico
Dal 10 novembre 2010 è Presidente della Fondazione Cristoforo Colombo per le libertà. Il 16 novembre 2013, con la sospensione delle attività del Popolo della Libertà, aderisce alla rinascita di Forza Italia.
Durante la campagna elettorale della elezioni regionali in Liguria del 2015 sostiene la candidatura del nipote Marco (figlio del fratello Alessandro) al consiglio regionale della Liguria, organizzando varie iniziative tra cui un aperitivo nella sua villa di Imperia con un centinaio di amici.
A luglio 2015 annuncia la sua iscrizione al Partito Radicale Transnazionale, per sostenere le sue iniziative garantiste sulla giustizia.

### Ritorno a sindaco di Imperia
Alle elezioni amministrative del 2018 si ricandida a sindaco di Imperia, sostenuto da tre liste civiche (Imperia Insieme, Obiettivo Imperia e Area Aperta) e Il Popolo della Famiglia; risulta, con il 35,28% il più votato al primo turno, e accede al ballottaggio col candidato ufficiale del centro-destra Luca Lanteri (28,68%), dove il 24 giugno viene eletto sindaco col 52,05%, battendo Lanteri e diventando per la terza volta sindaco della città.
Il 25 luglio, a meno di un mese dell'insediamento, per preservare gli equilibri di bilancio del Comune, Scajola vende le azioni possedute dell'Autostrada dei Fiori S.p.A. pari allo 0,88% del capitale sociale alla società Salt S.p.A. al prezzo di 5,30 per azione per un incasso totale di 3.779.000 euro. Il valore azionario concordato risulta superiore sia al valore patrimoniale di 5,189 €, sia a quello di 5,12 € indicato come base dell’asta del 2016, peraltro andata deserta, sia, ancora, alla precedente offerta che la Salt aveva fatto alla vecchia amministrazione Capacci (4,85 €).
Il 15 ottobre 2018 fonda l'associazione politica Polis la quale, nel corso delle elezioni regionali liguri del 2020, sostiene il Presidente uscente Giovanni Toti correndo in un'unica lista con Forza Italia e Liguria Popolare; il suo candidato Luigi Sappa raccoglie 2.800 preferenze nella Provincia di Imperia arrivando primo ma non risultando eletto poiché la lista ottiene solo un seggio nella Provincia di Genova. Il nipote Marco invece è rieletto tra le file della lista Toti.

#### Presidente della Provincia di Imperia e Incarichi nell'ANCI e nell'UPI
Il 19 ottobre 2020 viene nominato vicepresidente dell'Associazione Nazionale Comuni Italiani (ANCI), venendo confermato in quel ruolo a novembre 2024 con delega al servizio civile, volontariato e associazionismo, mentre il 18 novembre 2022 diventa vicepresidente dell'ANCI Liguria, assumendo le funzioni di vicario a novembre 2024[1].
Il 18 dicembre 2021 viene eletto anche presidente della Provincia di Imperia, mentre il 23 gennaio 2022 diventa anche vicepresidente dell'Unione delle Province d'Italia (UPI)[2].

#### Quarto mandato
Il 23 marzo 2023 all'Auditorium della Camera di Commercio di Imperia, davanti a una platea di oltre 500 persone, Scajola annuncia di ricandidarsi a sindaco con il sostegno di due liste “targate” Polis, "Avanti con Scajola" e "Insieme con Scajola", e Prima Imperia con l'appoggio senza simboli dei partiti di centro-destra. Scajola è sfidato, per il centro-sinistra, dal vicecommissario di polizia Ivan Bracco, che dal 2010 ha indagato su di lui per sei diverse inchieste, tutte archiviate tranne una, quella in cui il politico avrebbe favorito la latitanza dell’ex deputato di Fi Amedeo Matacena (in primo grado condannato a 2 anni), dal generale dei carabinieri Luciano Zarbano appoggiato dalla lista  "Imperia senza padroni", dall'ingegnere Enrico Lauretti appoggiato dalla lista  "Area Aperta" e da Stefano Semeria con la lista "Movimento 5 stelle 2050"..
Il 15 maggio viene confermato sindaco al primo turno con il 63% dei voti, staccando di oltre 40 punti percentuali Ivan Bracco, rappresentante di liste di sinistra civiche e non, giunto secondo in classifica.

### Elezioni europee e regionali in Liguria del 2024
In vista delle elezioni europee del 2024 Scajola firma per primo il manifesto dei civici a sostegno di Forza Italia sotto le insegne di Polis. Mentre alle elezioni regionali in Liguria dello stesso anno è stato tra i fautori della candidatura del sindaco di Genova Marco Bucci per la coalizione di centro-destra, col nipote Marco che rientra in Forza Italia insieme a diversi amministratori locali, risultando determinante alla vittoria di Bucci e contribuendo a rendere Forza Italia la seconda lista del centro-destra nella provincia di Imperia con il 17,5%, mentre il nipote Marco viene rieletto consigliere regionale con 6.308 preferenze e poi confermato assessore nella giunta regionale.

## Vicende giudiziarie
Su tutti i procedimenti che lo hanno visto coinvolto:
- 4 volte è stato assolto (tangenti, finanziamento illecito per Villa Ninina, ricettazione, finanziamento illecito per la vendita dello studio della moglie);
- 6 volte è stato archiviato (associazione a delinquere, corruzione internazionale, sottrazione illecita di atti, ricettazione per detenzione illecita, falso/peculato, peculato d'uso);
- 3 volte è stato prescritto (finanziamento a singolo parlamentare nel Caso Anemone - dopo essere stato assolto -, abuso edilizio per Villa Ninina e concorso colposo in omicidio colposo nel Caso Biagi);
- 1 volta si è presentato come testimone (Caso Mose);
- ha 1 condanna in primo grado a 2 anni di reclusione (procurata inosservanza della pena nel Caso Matacena).

### Caso Anemone: prescritto dopo assoluzione (2010-2014)
Nel 2010 la Guardia di Finanza trova traccia di assegni circolari per circa 900 000 euro, tratti da un conto corrente bancario intestato ad un professionista vicino al gruppo presieduto dall'imprenditore romano Diego Anemone (coinvolto in un'inchiesta secondo la quale il gruppo avrebbe ricevuto appalti pubblici dalla Protezione civile quali frutti di corruzione). Interpellate in proposito, le beneficiarie degli assegni hanno affermato di averli ricevuti per la vendita a Scajola di un appartamento a Roma, in Via del Fagutale, davanti al Colosseo. Scajola ha negato queste circostanze ribadendo in più occasioni di aver pagato l'immobile con i 610 000 euro attestati nell'atto notarile e di tasca propria, per i quali ha contratto regolare mutuo.
Sotto la pressione di questa vicenda il 4 maggio Scajola si è dimesso da ministro motivando la sua decisione con la volontà di difendersi dalle accuse. Nelle spiegazioni della propria estraneità ai fatti Scajola ha dichiarato che, se gli assegni esistono e sono stati riscossi per il pagamento della casa, evidentemente una parte della casa gli è stata pagata "a sua insaputa", frase che verrà poi ripresa numerose volte dalla satira del tempo. Il 29 agosto 2011 la procura di Roma ha aperto un'indagine sull'ex ministro per la vicenda della casa.
Il 16 dicembre 2011 si viene a conoscenza che la Procura di Roma ha citato direttamente a giudizio, davanti al tribunale monocratico, l'ex ministro e Diego Anemone. Scajola sarà processato per finanziamento illecito ad un singolo parlamentare.  Il 7 gennaio 2013 il GIP archivia le accuse mosse a Scajola per la vicenda del Porto di Imperia decretandone l'estraneità da ogni reato.
Il 27 gennaio 2014 viene assolto perché il fatto non costituisce reato per la questione della casa in zona Colosseo e il 31 ottobre la corte d'appello dichiara la prescrizione.

### Associazione a delinquere per il porto di Imperia: archiviato (2010-2013)
Nel novembre 2010 riceve un avviso di garanzia dalla Procura di Imperia per associazione a delinquere nella realizzazione del porto della città. Secondo l'accusa la concessionaria Porto Imperia spa avrebbe affidato i lavori del porto all'Acqua Marcia di Francesco Bellavista Caltagirone, indagato anche per truffa. Il 7 gennaio 2013, su richiesta della procura, il gip Massimiliano Botti decide di archiviare il caso perché non c'è stata l'associazione a delinquere.

### Corruzione internazionale con Finmeccanica: archiviato (2012-2015)
Il 23 ottobre 2012 viene indagato con l'accusa di corruzione internazionale: avrebbe fatto da tramite tra il governo brasiliano (in particolare il ministro della difesa Jobin) e Finmeccanica per la vendita (mai realizzata) di fregate Fremm al Brasile. Il 30 gennaio 2015 viene archiviato su richiesta del PM Henry John Woodcock, lo stesso che lo aveva accusato.

### Ristrutturazione di Villa Ninina: assolto (2013-2018)
Il 18 aprile 2013, in seguito a una perquisizione nella sua villa di Imperia, viene indagato con l'accusa di abuso edilizio e finanziamento illecito: i pagamenti per la ristrutturazione della sua villa secondo l'accusa sarebbero stati inferiori (1,5 milioni di euro) al valore degli interventi compiuti (3 milioni).
Il 26 maggio 2014 il pm Borgoglio chiede il rinvio a giudizio per Scajola e per il proprietario dell'azienda che ha effettuato i lavori. Il processo prende il via il 9 gennaio 2015.
Nel febbraio del 2018 viene assolto «perché il fatto non sussiste» dalle accuse di finanziamento illecito a singolo parlamentare insieme al costruttore Ernesto Vento per il presunto sconto ricevuto per la ristrutturazione della sua residenza e di arricchimento patrimoniale in capo al singolo parlamentare per il ritardo nel pagamento di questi lavori.

#### Abuso edilizio: archiviato per prescrizione (2013)
Il 9 agosto dello stesso anno il pm di Imperia Alessandro Borgoglio chiede l'archiviazione in relazione all'accusa di abuso edilizio per sopraggiunta prescrizione; le violazioni edilizie riguardavano la casetta di vigilanza e un tendone.

### Sottrazione illecita di atti e ricettazione: archiviato e assolto (2013-2015)
Il 1º dicembre 2012 Scajola, il senatore Franco Orsi, i consiglieri regionali liguri del Pdl Marco Melgrati, Luigi Morgillo, Marco Scajola e Roberta Gasco firmano la mozione di sfiducia nei confronti dei due coordinatori regionali del partito Eugenio Minasso e Michele Scandroglio, colpevoli secondo Scajola di non averlo sostenuto in riguardo ai suoi guai giudiziari e durante il coordinamento regionale, oltre a loro due, attacca anche Sandro Biasotti e Luigi Grillo: "So tutto di voi per gli incarichi istituzionali che rivestivo, conosco i vostri segreti, anche se non ho mai utilizzato le vicende delicate che vi riguardano contro di voi".
Il 18 aprile 2013, cessate le sue prerogative parlamentari, nella sua abitazione di Villa Ninina a Imperia gli vengono sequestrati documenti raccolti negli anni in cui era Ministro dell'Interno e a capo del Copasir riguardanti l'ex parlamentare e coordinatore regionale del Pdl Eugenio Minasso e in seguito trasferiti per competenza alla procura di Roma.
Nell'aprile 2015 il pm di Roma Sergio Colaiocco chiede l'archiviazione delle accuse per «sottrazione illecita di atti»: Scajola poteva conservare quelle carte perché non erano classificate come segrete o riservate.
In riguardo all'informativa riguardante il presunto utilizzo di cocaina da parte del rivale Minasso, il 2 luglio seguente Scajola viene assolto dall'accusa di ricettazione dal Tribunale di Imperia perché il fatto non sussiste.

### Ricettazione per detenzione illecita: archiviato (2013-2016)
Il 30 luglio 2013 finisce sotto inchiesta con l'accusa di ricettazione per la detenzione illecita di un'anfora romana nella sua villa di Imperia; al momento del sequestro sua moglie esibisce il permesso di regolare detenzione dell’anfora che viene comunque sequestrata.
Nel marzo 2015 viene richiesta l'archiviazione da parte dello stesso PM che aveva avviato il procedimento poi ottenuta il 18 gennaio 2016.

### Finanziamento illecito per la vendita dello studio della moglie: assolto (2013-2018)
In seguito alla stessa perquisizione del 30 luglio 2013 viene indagato con l'accusa di finanziamento illecito per la mancata vendita dello studio della moglie a Oneglia a Silvano Montaldo, vice presidente della provincia di Savona e commercialista di Scajola, dopo il versamento sospetto di una caparra di 50.000 euro mai restituita. Nel febbraio 2018 è stato assolto.

### Caso Matacena: 2 anni in primo grado (2014-2020)
L'8 maggio 2014 viene arrestato dalla DIA di Reggio Calabria con l'accusa di aver agevolato la latitanza verso il Libano dell'ex deputato Amedeo Matacena.
Il 13 giugno 2014, dopo 36 giorni di reclusione nel carcere di Regina Coeli, il tribunale del Riesame di Reggio Calabria gli ha concesso gli arresti domiciliari accogliendo in parte il ricorso dei suoi legali, Giorgio Perroni ed Elisabetta Busuito. Resta invece in carcere Chiara Rizzo, la moglie di Amedeo Matacena. Nel dicembre 2018 il procuratore aggiunto di Reggio Calabria Giuseppe Lombardo con un'ordinanza ha riqualificato il capo d'imputazione, contestando a Scajola di avere agevolato un'associazione segreta collegata ad associazione di tipo mafioso ed armata... consentendo, o comunque agevolando, condotte delittuose diversificate. Il 4 novembre 2019 il procuratore aggiunto di Reggio Calabria Giuseppe Lombardo, pur escludendo l’aggravante mafiosa, ha chiesto la condanna di Scajola a quattro anni e sei mesi di reclusione per aver aiutato l'ex parlamentare berlusconiano, ancora oggi latitante a Dubai. Il 24 gennaio 2020 viene condannato a 2 anni di reclusione con sospensione condizionale della pena per procurata inosservanza della pena mentre risulta caduta l'aggravante mafiosa.

### Caso Biagi: prescritto (2014-2015)
Dimessosi nel 2002 in seguito alle polemiche sul caso della morte di Marco Biagi, il 21 maggio 2014 la procura della Repubblica di Bologna con il pm Antonello Gustapane riapre le indagini, a danno di Scajola, per il reato di "concorso colposo in omicidio colposo" in riferimento alla negata assegnazione della scorta al professore. Infatti, dai documenti ritrovati e sequestrati il 9 luglio 2013 a casa di Luciano Zocchi segretario del ministro, emerge che l'allora ministro degli interni era a conoscenza e consapevole delle minacce cui era sottoposto il giuslavorista.
Parallelamente la procura della Repubblica di Roma indaga l'ex ministro per sottrazione di atti dal Viminale, tra cui delicati dossier, il cui ritrovamento ha permesso, anche, di riaprire il "Caso "Biagi".
Il 26 febbraio 2015 a Scajola e a Gianni De Gennaro, l'allora Capo della Polizia, viene notificato un atto in cui si chiede a una sezione speciale del tribunale di Bologna di interrogarli per sapere se intendono o meno avvalersi della prescrizione (scattata nel 2008).
A maggio viene confermato che le accuse sono prescritte.

### Testimone nel Caso Mose (2015)
Il 5 novembre 2015 viene chiamato a testimoniare al Tribunale di Milano riguardo al Caso Mose e al ruolo avuto da Marco Milanese.

### Falso e peculato: archiviato (2015)
Nel dicembre 2015 viene archiviato dal gip su richiesta della procura dall'accusa di falso e peculato nell'indagine che coinvolge i quattro poliziotti della sua scorta che avrebbero accompagnato illegittimamente con auto di Stato Chiara Rizzo, moglie di Matacena.

### Indagine per peculato d'uso: archiviato (2019-2020)
Il 23 luglio 2019 è stato indagato per peculato d'uso con il suo autista: la procura di Imperia ha infatti contestato l'uso dell'auto di servizio del Comune per scopi personali. Nel luglio 2020, il pm ha chiesto l'archiviazione.

### Minacce a un comandante di Polizia Locale  (2023)
A giugno 2023 viene indagato dalla procura di Imperia per minaccia a pubblico ufficiale che avrebbe rivolto al comandante della Polizia Locale.